# کریستوفر هملین
کریستوفر هملین (انگلیسی: Christoph Hemlein؛ زادهٔ ۱۶ دسامبر ۱۹۹۰) بازیکن فوتبال اهل آلمان است.
از باشگاه‌هایی که در آن بازی کرده‌است می‌توان به باشگاه فوتبال ان‌ئی‌سی نایمخن، باشگاه فوتبال کایزرسلاوترن، باشگاه فوتبال آرمینیا بیله‌فلد، باشگاه فوتبال اشتوتگارت، و باشگاه فوتبال هوفنهایم اشاره کرد.